# Орбелі Леон Абгарович
Леон (Левон) Абгарович Орбелі (вірм. Լևոն Աբգարի Օրբելի; 25 червня (7 червня) 1882, Цахкадзор — 9 грудня 1958, Ленінград) — російський і радянський фізіолог, один з творців еволюційної фізіології, академік (з 1935) і віце-президент (1942—1946) Академії наук СРСР. Генерал-полковник медичної служби. Герой Соціалістичної Праці (1945). Лауреат Сталінської премії. Автор понад 130 оригінальних наукових праць. Брат Рубена і Йосипа Орбелі.
Орбелі обрали дійсним членом Німецької академії і Медичної академії в Парижі, членом-кореспондентом Паризького біологічного товариства, почесним членом Американського і Британського фізіологічних товариств, Нью-Йоркської і Румунської медичних академій, Карлова університету у Празі та багатьох інших наукових товариств та установ.

## Біографія

### Родина
Дід Леона — Йосип Іоакимович (Овсеп Овакимович) — закінчив Лазаревську духовну семінарію в Москві. Повернувшись в Тифліс, став протоієреєм і проповідником у соборі. Батько Леона — Абгар Йосипович — закінчив юридичний факультет Петербурзького університету, одружився з княжною Варварою Мойсеївною Аргутинською. У них було троє синів: Рубен, Леон і Йосип. Старший, Рубен став юристом, відомий як експерт в області підводної археології. Молодший, Йосип став східознавцем, академіком, директором Ермітажу. Леон став вченим-фізіологом, учнем і послідовником Івана Павлова.
Донька: Марія Леонівна Орбелі (1916—1949) — вчений-фізик, кандидат фізико-математичних наук, співробітник Радієвого інституту.
Син: Абгар Леонович Орбелі (1939—2022) — вчений-фізик, випускник фізичного факультету Ленінградського державного університету ім. Жданова. З 1962 року співробітник фізико-технічного інституту ім. Іоффе, вчений секретар Наукової ради РАН з проблеми «Фізики електронних і атомних зіткнень». Автор понад 20 наукових праць, що стосуються застосування методів магнітного резонансу при вивченні властивостей ізольованих атомів, корпускулярної діагностики гарячої та СВЧ-плазми, фізичних властивостей біологічних об'єктів та суспільствознавства. Кандидат фізико-математичних наук.

### Роки навчання і становлення
1899 року Леон Орбелі із золотою медаллю закінчив 3-ю Тифліську гімназію. Його зарахували до Військово-медичної академії навчатися за власні кошти.
Зі спогадів Орбелі відомо, що на першому курсі відвідував лекції з фізіології Івана Павлова. Особисте знайомство відбулося на наступному курсі.
1904 року закінчив академію з відзнакою і почав працювати лікарем у Миколаївському військовому шпиталі Кронштадту. Потім перевівся в Петербурзький морський шпиталь, щоб одночасно продовжувати наукову роботу під керівництвом І. П. Павлова в Інституті експериментальної медицини (1907—1920). У цей період був призначений лікарем на один з крейсерів, що був придбаний Росією в Аргентині. Крейсер мав брати участь у російсько-японській війні, однак Японія встигла перекупити аргентинські крейсери. Орбелі залишився в Петербурзі.
В 1907 році Орбелі залишив службу на флоті. Наступного року захистив докторську дисертацію на тему: «Условные рефлексы глаза у собаки». В 1909—1911 роках Орбелі стажування у фізіологічних лабораторіях Англії та Німеччини, а також на Морській біологічній станції в Неаполі.
1911 року стає помічником Павлова по фізіологічному відділу ІЕМ і отримує звання приват-доцента а потім і доцент кафедри фізіології. Його обирають професором Вищих жіночих курсів.

### Кар'єра після 1917 року
З 1917 року працював членом редколегії «Физиологического журнала», а з 1937 року — відповідальним редактором журналу.
У різні роки він був професором Сільськогосподарського, 1-го медичного (1920—1931) і Хіміко-фармацевтичного інститутів у Ленінграді, а також Юр'ївського університету.
У 1913—1957 завідувач Фізіологічною лабораторією, потім заступник директора з наукової частини Природничо-наукового інституту ім. П. Ф. Лесгафта, професор фізіології та проректор з навчальної роботи Інституту фізичної освіти ім. П. Ф. Лесгафта.
З 1925 року — наступник Павлова на посаді професора, начальника кафедри фізіології ВМА, в 1943—1950 — начальник ВМА.
У 1936—1950 Орбелі був, крім того, директором Інституту фізіології імені І. П. Павлова АМН СРСР та Інституту еволюційної фізіології і патології вищої нервової діяльності імені І. П. Павлова АМН СРСР.
У 1943 році обраний дійсним членом Академії наук Вірменської РСР (перший склад).
В 1944 році Орбелі було присвоєно вище для військових медиків військове звання генерал-полковника медичної служби, він також став дійсним членом новоствореної Академії медичних наук.
Після Об'єднаної сесії АН і АМН СРСР (липень 1950) Л. А. Орбелі був звільнений від керівництва майже всіма очолюваними ним установами, крім посади завідувача фізіологічною лабораторією Природничо-наукового інституту ім. П. Ф. Лесгафта.

### Інститут еволюційної фізіології та біохімії
Базою для організації Інституту послужила невелика група співробітників, створена для індивідуальної роботи акад. Л. А. Орбелі за рішенням Президії АН СРСР в жовтні 1950 року.
В січні 1956 року на базі цієї лабораторії організовується Інститут еволюційної фізіології АН СРСР і йому присвоюється ім'я І. М. Сеченова. Л. А. Орбелі призначається директором Інституту. З 1956 по 1958 роки — директор Інституту еволюційної фізіології ім. І. М. Сеченова.

## Нагороди та почесні звання
- 1945 року було присвоєно звання Героя Соціалістичної Праці.
- Нагороджений чотирма орденами Леніна (1944, 1945, 1945, 1957), двома орденами Червоного Прапора (1944, 1948), двома орденами Трудового Червоного Прапора (1936, 1952), орденом Червоної Зірки (1943) і багатьма медалями СРСР, в тому числі: «За оборону Ленінграда», «За перемогу над Німеччиною у Великій Вітчизняній війні 1941—1945 рр.», «За перемогу над Японією»[9].
- Золота медаль ім. І. І. Мечникова АН СРСР (1946).
- Лауреат Сталінської премії першого ступеня (1941).
- Лауреат премії ім. І. П. Павлова (АН СРСР, 1937)[10].

## Пам'ять
- Академія наук СРСР заснувала щорічну премію за праці з фізіології імені Л. А. Орбелі.
- Його ім'я присвоєно інституту фізіології Національної академії наук Вірменії.
- В Санкт-Петербурзі встановлено пам'ятник біля будівлі Інституту еволюційної фізіології ім. І. М. Сеченова РАН.
- Його ім'ям названо вулиці в Нижньому Новгороді і Санкт-Петербурзі.
- У Санкт-Петербурзі на будівлях наукових установ, де працював Л. А. Орбелі, встановлені меморіальні дошки.
- У рідному селі відкрито меморіальний музей.
- 2000 року була випущена вірменська поштова марка.

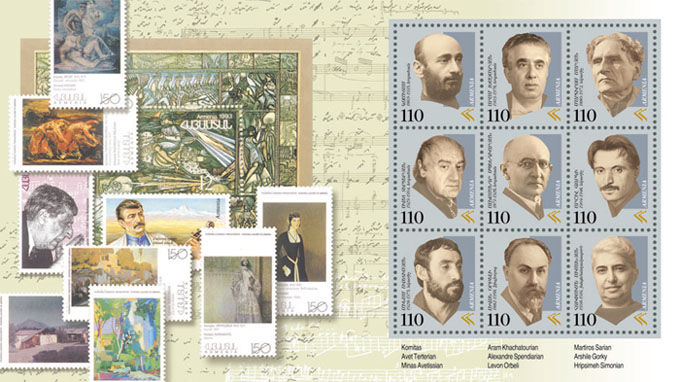
Комітас, Хачатурян, Сар'ян, Тертерян, Спендиарян, Гірка, Аветисян, Орбелі, Симонян.
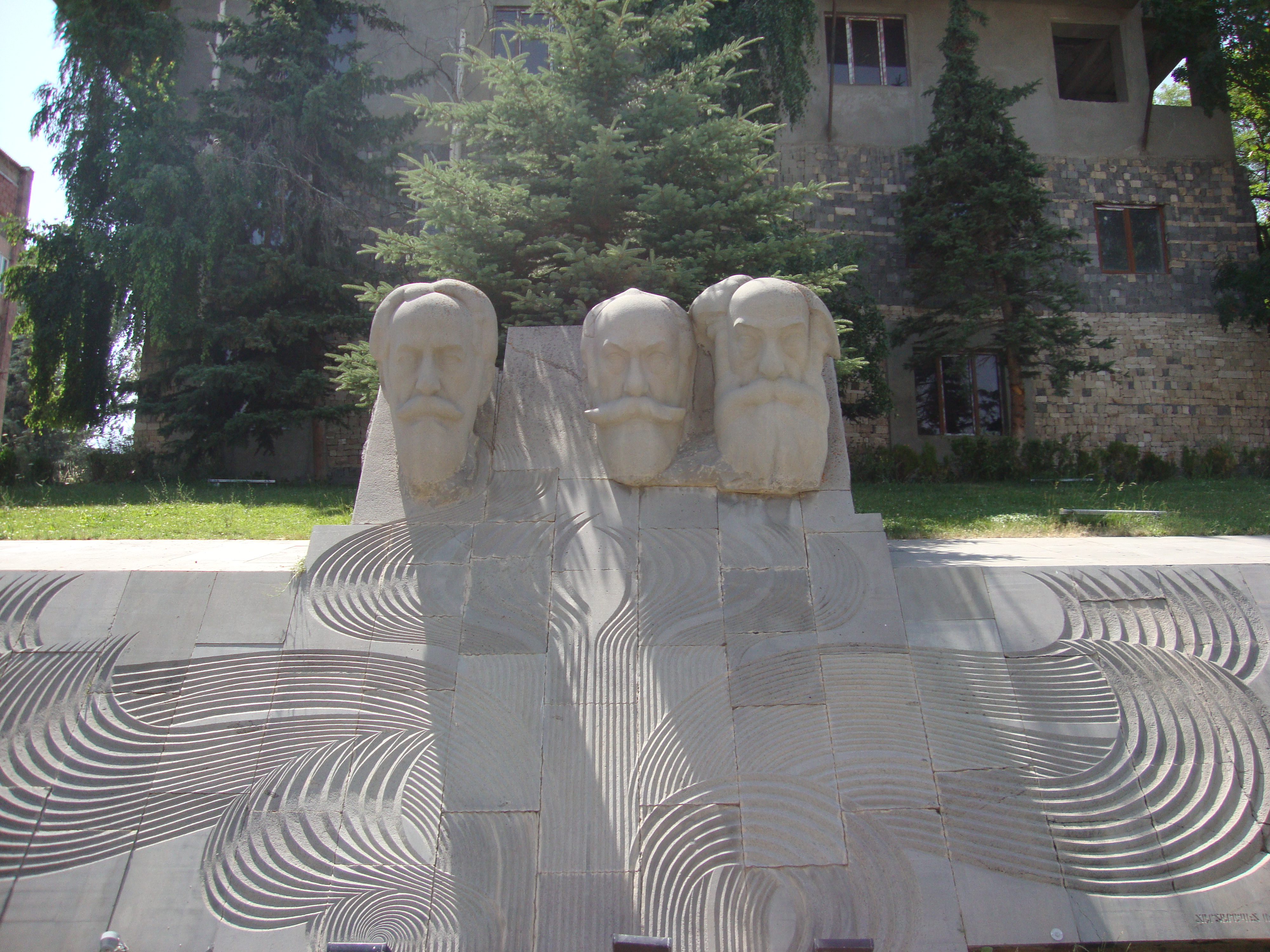
Монумент братам Орбелі.